# Teachadol Chuvilart
Teachadol Chuvilart (thailändisch เตชดล ชูวิลาศ, * 16. November 1997 in Samut Prakan) ist ein thailändischer Fußballspieler.

## Karriere
Teachadol Chuvilart erlernte das Fußballspielen in der Schulmannschaft des Bangkok Christian College in der thailändischen Hauptstadt Bangkok. Anfang 2016 stand er beim Drittligisten Bangkok Christian College FC unter Vertrag. Der Hauptstadtverein spielte in der dritten Liga, der damaligen Regional League Division 2. Hier trat der Verein in der Bangkok Region an. Mitte 2016 wechselte er zum Drittligisten Krung Thonburi FC. Mit dem Verein spielte er in der Western Region. Die Saison 2017 stand er beim Erstligisten Super Power Samut Prakan FC unter Vertrag. Der Verein aus seiner Geburtsstadt Samut Prakan spielte in der ersten Liga, der Thai Premier League. Am Ende der Saison musste er mit dem Verein in die zweite Liga absteigen. Für Super Power absolvierte er drei Spiele in der ersten Liga. Nach dem Abstieg verließ er den Verein und schloss sich dem Bangkoker Zweitligisten Kasetsart FC an. Für Kasetsart spielte er die Hinrunde. Die Rückrunde spielte er beim Dome FC. Der Dome FC spielte in der vierten Liga, der Thai League 4, in der Region Bangkok. Am Ende der Saison stieg er mit dem Verein in die Thailand Amateur League ab. Der Viertligist Samut Prakan FC verpflichtete ihn ab Anfang 2019. Mit Samut spielte er ebenfalls in der Bangkok Region. 2020 wurde die Saison nach dem zweiten Spieltag wegen der COVID-19-Pandemie unterbrochen. Während der Unterbrechung beschloss der thailändische Fußballverband, dass man die Thai League 3 und die Thai League 4 zusammenlegen werde. Die Thai League 3 wurde in sechs Regionen eingeteilt. Der Samut Pakan FC wurde der Bangkok Metropolitan zugeteilt.